# Neponset
Neponset je řeka v americkém státě Massachusetts, dlouhá 47 km. Povodí řeky má rozlohu 337 km² a obývá je okolo čtvrt milionu lidí.
Řeka vytéká z nádrže Neponset Reservoir ve městě Foxborough a vlévá se do zálivu Boston Harbor. Nejdůležitějším přítokem je Canton River. Neponset protéká městy Walpole, Norwood a Milton a jeho dolní tok tvoří jižní hranici Bostonu.
Povodí řeky bylo osídleno Paleoindiány již před sedmi tisíci lety, později zde žil algonkinský národ Neponsetů. Od sedmnáctého století využívali kolonisté energii řeky k průmyslové činnosti, roku 1765 vznikla čokoládovna, později známá jako Walter Baker & Company. Roku 1826 se Milton stal konečnou stanicí Granite Railway, jedné z prvních amerických železničních tratí. Intenzivní hospodářská činnost přetrvává a vede k nízké kvalitě vody, která obsahuje především polychlorované bifenyly.
V rámci rekultivace bylo nedaleko Bostonu obnoveno slanisko a na něm vyhlášen Park Jana Pavla II. jako chráněné území ve správě státu Massachusetts, kde žije volavka bělostná a další vodní ptactvo. Nedaleko ústí řeky se nachází Rainbow Swash, plynojem pestře pomalovaný Corinou Kentovou, který je největším copyrightovaným uměleckým dílem na světě.
Film Black Mass: Špinavá hra se odehrává na březích Neponsetu v bostonském předměstí Dorchester.